# Jupiterskägg
Jupiterskägg (Hyphodontia barba-jovis) är en svampart som först beskrevs av Pierre Bulliard (v. 1742–1793), och fick sitt nu gällande namn av J. Erikss. 1958. Hyphodontia barba-jovis ingår i släktet Hyphodontia och familjen Schizoporaceae.   Inga underarter finns listade i Catalogue of Life.
I den svenska databasen Dyntaxa används istället namnet Kneiffiella barba-jovis för samma taxon.  Arten är reproducerande i Sverige.